# الاتحاد السعودي لرياضة الصم
الاتحاد السعودي لرياضة الصم هو اتحاد رياضي تابع لوزارة الرياضة بالمملكة العربية السعودية تأسس كنادٍ للصم في عام 1980م/1400هـ
ثم تطور ليتحول إلى اللجنة السعودية لرياضة الصم، وفي عام 2008 / 1429هـ تم تغيير مسماه ليصبح الاتحاد السعودي لرياضة الصم.
في عام 1398هـ قامت الرئاسة العامة لرعاية الشباب (وزارة الرياضة حاليًّا) بدراسة احتياجات الشباب الصم من الأنشطة الثقافية والاجتماعية والرياضية وانتهت هذه الدراسة إلى القناعة التامة بأهمية إتاحة الفرص لهم وإشراكهم في جميع النشاطات الشبابية بدون استثناء.

## التأسيس
وفي العام 1400هـ الموافق 1980م تم تأسيس أول نادي للصم بمدينه الرياض. و في العام 1420هـ الموافق 2000م اصدر صاحب السمو الملكي الرئيس العام لرعاية الشباب قرار رقم 3062 بتاريخ 9/7/1420هـ بتأسيس اللجنة السعودية لرياضة الصم لتتولي الإشراف وتنظيم جميع نشاطات الصم الرياضية في المملكة تابعة
للاتحاد السعودي لرياضة المعاقين.

## العضوية الدولية
و في عام 1420 هـ الموافق 2000م قامت اللجنة بالانضمام إلى عضوية الاتحادين الدوليين للصم ( AP-CISS ).
و في العام 1422 هـ الموافق 2002م تم تأسيس ناديين للصم في كل من محافظة جده – والمنطقة الشرقية (الدمام ) لتقدم خدماتها الثقافية والاجتماعية والرياضية للصم في هذه المنطقتين .
- و في العام 1424هـ الموافق 2004 م اصدر صاحب السمو الملكي الرئيس العام لرعاية الشباب قرار رقم 4461 بتاريخ 27/3/1424هـ بفصل اللجنة السعودية لرياضة الصم عن الاتحاد السعودي لرياضة المعاقين، لتصبح لجنة ذات كيان مستقل وفقاً للقانون الدولي لرياضة الصم.

## مراكز الاتحاد وفروعه
في عام 1424هـ الموافق 2004م قامت اللجنة السعودية لرياضه الصم بإنشاء(9) مراكز خاصة بالصم في المحافظات التالية (مكة المكرمة – الطائف – أبها – جازان – نجران – القصيم – المدينة المنورة – الجوف – الاحساء ) .
و في عام 1427هـ الموافق 2007م اصدر القرار السامي الكريم رقم 9178/م بتاريخ 17/12/1427هـ على إنشاء خمسة أنديه جديدة للصم في المحافظات التالية ( أبها – حائل – الطائف ـ مكة المكرمة ـ جازان ـ نجران ـ القصيم ـ الجوف ـ تبوك ـ جدة ـ الرياض ـ الدمام ـ الباحة– المدينة المنورة – الاحساء) بمسمى نوادي ذوي الاحتياجات الخاصة لتقدم خدمات شامله للمعاقين.
و في عام 1428هـ الموافق 2007م قامت اللجنة بإنشاء مركزين جديدين للصم في محافظتي ( تبوك والخرج).

## التحول من لجنة إلى اتحاد
و في العام1429 هـ الموافق 2008م و ضمن التشكيل الرئاسي الذي أجرته الرئاسة العامة لرعاية الشباب على جميع الاتحادات في المملكة – تم تحويل اللجنة السعودية لرياضة الصم إلى اتحاد بمسمى الاتحاد العربي السعودي لرياضة الصم.